# 如果我爱你
《如果我爱你》（前名：勝女的代價3）是2012年冠軍收視劇《勝女的代價》和《勝女的代價2》的姊妹篇，“勝女”系列的第三部。故事講述在意大利一家葡萄酒庄中的三角戀故事。於2013年7月11號在上海開機，後於8月13號在上海舉行了媒體見面會，之後劇組轉戰意大利拍攝外景，同年10月11日在意大利殺青。於2014年5月4日在湖南衛視首播。

## 播出

### 首播
| 頻道       | 所在地   | 播映日期     | 播出時間 | 備註                                                               |
| ---------- | -------- | ------------ | -------- | ------------------------------------------------------------------ |
| 湖南衛視   | 中国大陆 | 2014年5月4日 | 19:30    | 周日至周四 19:30-22:00 三集聯播[a] 周五至周六 19:30-20:10 一集聯播 |
| 星和都會台 | 新加坡   | 2016年4月5日 | 22:00    | 周一至周五 22:00-23:00 一集聯播                                    |

## 劇情
亚当贝尔（明道饰）和弟弟苏伟（狄杰饰）、还有母亲秀云在意大利帮助朋友蓝诺共同经营一家葡萄酒庄。他们参加了上海的红酒经销商世英（胡兵饰）组织的品酒会，并认识了世英的朋友演员安宁（李沁饰）。喜欢安宁的世英为了让安宁实现演员梦，投资一部电视剧让安宁担任女主角，男主角颜军由已故明星高以翔饰演，并让剧组去到亚当的酒庄拍摄，却没想到安宁和亚当越发亲密。吃醋的世英设计买下了酒庄害亚当失业，亚当回国找工作却阴差阳错进了世英家的公司。世英意外发现亚当就是自己多年前走失的弟弟，害怕失去继承权的世英又设计要将亚当赶走，这时却发现自己患了血癌，只得将身世告知亚当。善良的亚当捐献了骨髓挽救他，两兄弟终于相认。安宁也被亚当感动而爱上了他，世英要留亚当在公司，亚当选择带着安宁回到意大利继续自己的酿酒事业。

## 演員列表

### 主要角色
| 演員   | 角色            | 介紹／暱稱／關係／職業 |
| 明道   | 亞當貝爾 許世傑 | 葡萄酒界最具傳奇色彩的天才釀酒師。他在獲選歐洲年度釀酒師之際，他卻放棄了在世界舞臺聲名大噪的機會回到家鄉義大利，守護他從小生長的馬帝德酒莊。離開家的種種歷練都只是為了回家，完整他親情、熱情，與愛情，這是亞當想要奉獻一生的簡單幸福。但一封來自上海卓然集團的邀請卡，卻改變了他的人生。 |
| 李沁   | 安寧            | 出身名門卻懷抱著演員夢，儘管總演路人甲乙丙，儘管嚴厲的奶奶反對到底，但至少還有青梅竹馬的世英做觀眾。她認真的揣摩名演員的經典片段，希望有朝一日可以證明自己的實力,不惜重金採購大批名牌服飾當戲服不給服裝師添麻煩，卻惹來女主角眼紅，慘遭換角。                                            |
| 胡兵   | 許世英          | 帥氣的上海紅酒經銷商，亞當同母異父的哥哥，外表看似功利冷酷，但實際童年的經歷令他最渴望的是得到父母的重視與被人疼愛，一直喜歡著安寧。亞當的出現危及到他擁有的一切，於是為了事業和愛情費盡心機、不擇手段，是個有城府有陰謀的男人。                                                         |
| 白歆惠 | 劉珊珊          | 殷皇紅酒公司公關部經理，幹練俐落且個性爽直。喜歡亞當，漸漸把喜歡變為欣賞，後來成為殷皇公司總經理，喜歡上了蘇偉。 |
| 狄杰   | 蘇偉            | 亞當貝爾的弟弟，是個風流倜儻、性格活潑精靈的公子哥，負責酒莊行銷的工作。後來被世英利用，跟亞當決裂，當知道世英對他好只是為了對付亞當，後悔不已，兩兄弟終於和好。 |
| 高以翔 | 顏軍            | 知名明星，為人卻非常隨和沒有一點架子。世英的朋友。 |
| 缪俊杰 | 東尼            | 安寧的经纪人，是一個出色且盡責的經紀人，為了能讓演員得到成長而盡心盡力。 |
| 關少曾 | 許全            | 亞當貝爾和許世英的父親。 |
| 張瑞珈 | 婉容            | 亞當貝爾的親生母親。 |
| 劉潔   | 秀雲            | 收養了亞當貝爾和蘇偉，並成為他們的養母。 |
| 石筱群 | 丁桂            | 珠光寶氣的外表之下暗藏溫柔易碎的心，遭丈夫出軌之後努力不懈再戰商場並取得輝煌成就，而在家裡竟暗種“香草”以回味與丈夫的戀愛經歷，以為可以永遠偽裝脆弱佯裝堅強卻因為歸來前夫的一句關懷而最終敗下陣來，丁桂的故事完整折射“當下女強人奮鬥史與愛情觀”。                                         |
| 隋凯   | 卡邦            | 一心覬覦馬帝德酒莊，與世英聯手陷害亞當。不小心開車撞到了亞當的養母，後來主動自首。 |
| 徐开骋 | 刘开            | 殷皇紅酒公司營銷二部員工。 |

## 歌曲
| 如果我愛你 | 如果我愛你             | 如果我愛你     | 如果我愛你            | 如果我愛你 |
| 曲序       | 曲目                   |                | 作曲                  | 演唱       |
| ---------- | ---------------------- | -------------- | --------------------- | ---------- |
| 1.         | kiss me（片頭曲）      | 李念和         | 陳俊豪                | 明道       |
| 2.         | 副歌那麼動人（片尾曲） | 羅復中、李念和 | 羅復中                | 明道       |
| 3.         | 偶爾會難過             | 林宇中         | 林宇中                | 明道       |
| 4.         | 醜八怪                 | 甘世佳         | 李榮浩                | 薛之謙     |
| 5.         | 意外                   | 楊子朴         | 楊子朴                | 薛之謙     |
| 6.         | 你還要我怎樣           | 薛之謙         | 薛之謙                | 薛之謙     |
| 7.         | want u back            | 于文文         | 于文文                | 于文文     |
| 8.         | 愛我的人               | 于文文         | 于文文                | 于文文     |
| 9.         | 心中的眼               | 易家揚         | 溫馨兒                | 珍尼佛     |
| 10.        | 香氣                   | 商步雲         | Gitalangle Paul Steel | 珍尼佛     |
| 11.        | 不懂自己               | 姚若龍         | 陳韋璇                | Karey 天天 |

## 收视率
由csm数据参考而来，收视率包括全天收视指数和市场(收视)份额参数
| 平台     | 平均收视率 | 平均收视份额 |
| 湖南卫视 | 0.800      | 2.307        |

- 同時段節目：
  - 浙江衛視 《步步驚情》/《裸婚之后》
  - 江蘇衛視 《金玉良缘》/《產科男醫生》
  - 東方衛視 《大當家》/《產科男醫生》
- 數據由央視索福瑞CSM50城測量儀提供，調查範圍包含四歲以上之觀眾。
- 資料來源：CSM（页面存档备份，存于）

## 宣傳活動
| 播出時間      | 活動       | 出席演員           |
| ------------- | ---------- | ------------------ |
| 2014年5月24日 | 我们都爱笑 | 明道、胡兵、白歆惠 |

## 作品的變遷
| 中国大陆 湖南衛視 金鷹獨播劇場 · 周日至周四晚19:30-22:00三集連播 周五至周六19:30-20:10一集播出 | 中国大陆 湖南衛視 金鷹獨播劇場 · 周日至周四晚19:30-22:00三集連播 周五至周六19:30-20:10一集播出 | 中国大陆 湖南衛視 金鷹獨播劇場 · 周日至周四晚19:30-22:00三集連播 周五至周六19:30-20:10一集播出 |
| ---------------------------------------------------------------------------------------------- | ---------------------------------------------------------------------------------------------- | ---------------------------------------------------------------------------------------------- |
|                                                                                                | 如果我愛你 （2014年5月4日－5月17日）[a]                                                        |                                                                                                |
| 宮鎖連城 （2014年4月8日－5月4日）                                                              | 加油爱人/幸福愛人 （2014年5月18日－6月24日）                                                   |                                                                                                |

^ a. 由於《如果我愛你》在2014年5月4日首播同天接檔宮鎖連城結局，當天《如果我愛你》播出時間從20:00開始，只播2集。